# Голікова Ангеліна Романівна
Ангеліна Романівна Голікова (17 вересня 1991 , Москва ) — російська ковзанярка, олімпійська медалістка, чемпіонка світу та Європи.

## Олімпійські ігри
| Рік  | Місто                     | 500 метрів | 1000 метрів |
| ---- | ------------------------- | ---------- | ----------- |
| 2014 | Сочі, Росія               | 18         | —           |
| 2018 | Пхьончхан, Південна Корея | 7          | 22          |
| 2022 | Пекін, Китай              | 3          | —           |

## Чемпіонат світу
| Рік  | Місто                  | 500 метрів | 1000 метрів | Командний спринт |
| ---- | ---------------------- | ---------- | ----------- | ---------------- |
| 2017 | Каннин, Південна Корея | 21         | —           | —                |
| 2019 | Інцель, Німеччина      | 4          | —           | 3                |
| 2020 | Солт-Лейк-Сіті, США    | 2          | —           | 2                |
| 2021 | Геренвен, Нідерланди   | 1          | 6           |                  |